# قارچ آگاریک
آگاریک (/ægarik,ɡærk/) نوعی از بدن میوه‌دهی قارچی است که با وجود یک توده (کلاهک) مشخص می‌شود که به وضوح از ساقه  با لاملا (آبشش) در قسمت زیرین شمع متمایز می‌شود.در بریتانیا، آگاریک ها را همان "قارچ" معمول یا "وزغ" می نامند. در آمریکای شمالی آنها را معمولا "قارچ آبشاری" می نامند.  "آگاریک" همچنین می تواند به یک گونه بازیدیومیست اشاره داشته باشد که با بدن میوه ای از نوع آگاریک مشخص می شود.

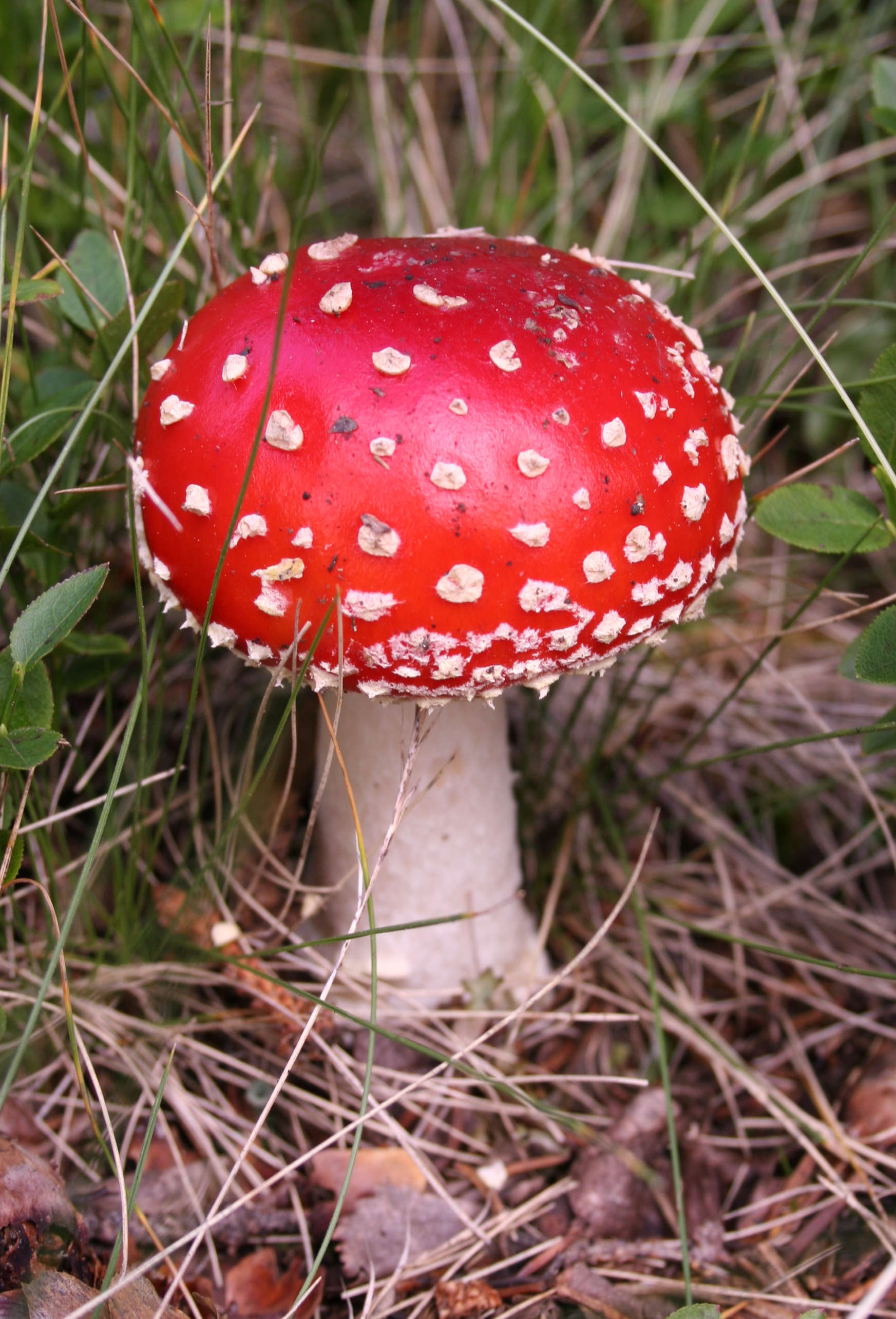

- مگس آگاریک، آمانیتا موسکاریا اواخر اوت در نروژ

از نظر باستانی، آگاریک به معنای "قارچ درخت" (پس از لاتین آگاریکوس) بود. با این حال، با تفسیر لینه در سال ۱۷۵۳ هنگامی که لینه از نام عمومی آگاریکوس برای قارچ های آبششی استفاده کرد، این موضوع تغییر کرد.
اکثر گونه های آگاریکوس متعلق به راسته آگاریکال ها در زیر شاخه آگاریسامیکوتینا هستند.  استثناها، که در آن آگاریک ها به طور مستقل تکامل یافته اند، عمدتاً در راسته های روسولالس، بولتالس، هایمنوکاتلس و چندین گروه دیگر از بازیدیومیست ها دیده می شوند. سیستم‌های قدیمی طبقه‌بندی همه آگاریک‌ها را در آگاریکال‌ها قرار می‌دادند و برخی منابع (بیشتر قدیمی‌تر) از «آگاریک» به عنوان اسم جمعی محاوره‌ای برای آگاریکال‌ها استفاده می‌کنند. منابع معاصر اکنون تمایل دارند از اصطلاح "euagarics" برای اشاره به تمام اعضای آگاریک ها استفاده کنند.  "آگاریک" همچنین گاهی اوقات به عنوان نام مشترک برای اعضای جنس آگاریکوس و همچنین برای اعضای دیگر جنس ها استفاده می شود.  به عنوان مثال، آمانیتا موسکاریا با نام رایج خود "آگاریک پروازی" شناخته می شود.